# 丁宽
丁宽（？—？），西汉儒学学者。字子襄，梁国（今河南省商丘市）人。

## 生平
跟随大儒田何学习《易经》，学成东归，田何对門人说：「《易》以東矣。」丁寬至雒陽，從周王孫学习古義，號《周氏傳》。写作《易说》三万言。传授给同郡的田王孙。漢景帝时，吴楚七国之乱，梁孝王刘武任命丁宽为将軍，抵抗吴楚，号称丁将军。田王孫授施讎、孟喜、梁丘賀。《易经》有施、孟、梁丘之學。

## 延伸阅读
[在维基数据编辑]
 《漢書·卷088》，出自班固《漢書》